# Fotogramas de Plata a Tota una vida
Els Fotogramas de Plata són uns premis que lliura anualment la revista espanyola de cinema Fotogramas.
En cadascuna de les seves edicions, l'organització dels guardons ha lliurat un premi especial en reconeixement del treball fet al llarg de tota una vida. Aquesta és una llista de les persones que han rebut aquest premi.

## Guanyadors
| Any  | Guardonat/da            |
| ---- | ----------------------- |
| 2020 | Concha Velasco          |
| 2019 | Rosa Maria Sardà        |
| 2018 | Emilio Gutiérrez Caba   |
| 2017 | Ángela Molina           |
| 2016 | Carmen Maura            |
| 2015 | Marisa Paredes          |
| 2014 | Charo López             |
| 2013 | Juan Diego              |
| 2012 | Gonzalo Suárez          |
| 2011 | Elías Querejeta         |
| 2010 | Carlos Saura            |
| 2009 | José Luis Borau         |
| 2008 | José Sazatornil         |
| 2007 | Julia Gutiérrez Caba    |
| 2006 | José Luis López Vázquez |
| 2005 | Chus Lampreave          |
| 2004 | Julieta Serrano         |
| 2003 | Amparo Soler Leal       |
| 2002 | María Isbert            |
| 2001 | Manuel Alexandre        |
| 2000 | Aurora Bautista         |
| 1999 |                         |
| 1998 | Luis García Berlanga    |
| 1997 | Fernando Fernán Gómez   |
| 1996 | Conrado San Martín      |
| 1995 | Francisco Rabal         |
| 1994 | Francesc Rovira-Beleta  |
| 1993 | Amparo Rivelles         |
| 1986 | Rafaela Aparicio        |